# Marco Centenio Penula
Marco Centenio Penula (latino: Marcus Centenius Penula; fl. 212 a.C.) è stato un militare romano.

## Biografia
Era uno dei centurioni del primo manipolo dei triarii, famoso per prestanza fisica e coraggio. Egli era stato introdotto dal pretore Publio Cornelio Silla, per chiedere ai senatori che gli fossero affidati 5.000 soldati. Egli conoscendo i luoghi molto bene, avrebbe usato contro Annibale le sue stesse tattiche, che in passato avevano ingannato e vinto tanti comandanti romani. Nel 212 a.C. In base a queste assicurazioni gli fu affidato il comando di 8.000 uomini, per metà cittadini romani e per metà alleati; ma questo numerò si raddoppiò in breve tempo grazie all'arrivo di numerosi volontari. Al comando di questo esercito Centenio marciò verso la Lucania e, non appena ebbe l'occasione, affrontò Annibale in battaglia, ma fu facilmente sopraffatto (battaglia del Silaro). Livio racconta che:
(Livio, XXV, 19.14.)
Si combatté a lungo, per quanto le forze non fossero pari. Lo scontro durò per più di due ore. I Romani resistettero fino a quando il loro comandante rimase in piedi. Quando Centenio Penula venne colpito dai dardi nemici nel mezzo del furore della battaglia, l'esercito romano fu immediatamente sbaragliato.